# Високе-Мито
Високе-Мито (чеш. Vysoké Mýto) — город в Чехии, район Усти-над-Орлици, Пардубицкий край.

## География
Город Высоке Мито находится на северо-востоке Чехии, в Пардубицком крае. Город разделён на 10 районов. Через город протекает река Лучна. Площадь его составляет 42,07 км². Численность населения равна 12 669 человек (на 2010 год). В городе сохранилось большое число памятников средневековой архитектуры.

## История
На территории, где сегодня находится Високе-Мито, обнаружены поселения каменного века.
Начиная с IV века до нашей эры здесь селятся кельты, затем германцы. В ІХ столетии сюда пришли славяне. В XI веке чешский князь Вратислав II построил здесь замок Врацлав.
В 1262 году король Отакар II основывает город Високе-Мито. В 1265 он был окружён крепостной стеной. В XIV столетии наступает хозяйственный расцвет торгового города. После гуситских войн, в которых Высоке Мито поддержал императора, город получил дополнительные льготы и привилегии. Во время Тридцатилетней войны неоднократно подвергался нападениям и был разорён; резко сократилось число жителей. Новый экономический подъём начинается в XVIII столетии.
В период начиная с XVI века и по 1918 год город носил название Гогенмаут (Hohenmauth), значительную часть населения составляли немцы.
В годы Второй мировой войны Високе-Мито был занят немецкими войсками. После окончания войны всё немецкое население города было депортировано в Германию.
В 1968—1991 годах в городе находились воинские части Советской армии — Центральная группа войск. Здесь был штаб 48 мотострелковой ропшинской дивизии имени Калинина, и дислоцирован 265 гвардейский мотострелковый полк (в/ч 86841), и отдельные батальоны дивизионного подчинения: инженерно-сапёрный (сапёрная рота, понтонная рота), автобат, батальон связи, разведбат, рембат, рота химзащиты и комендантская рота.

## Население

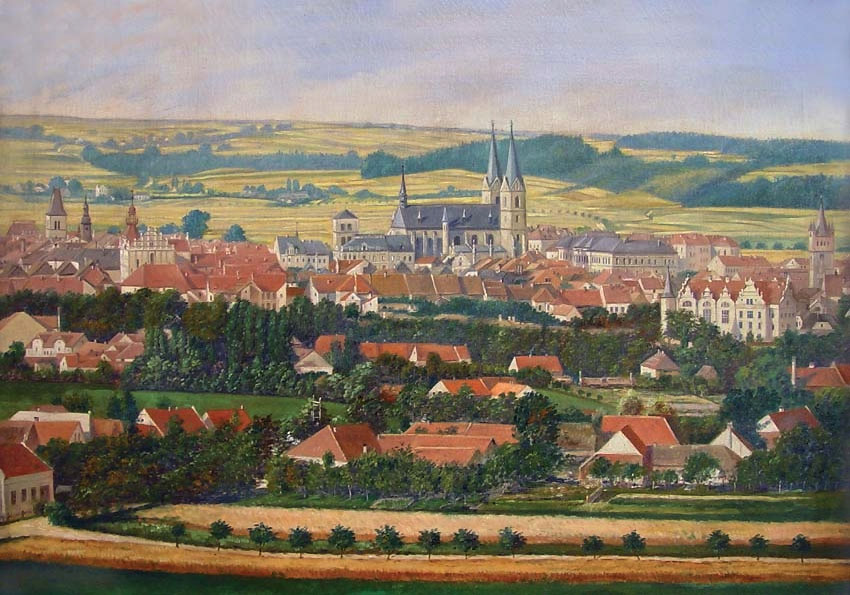
1902

| Год  | Численность | Численность |
| ---- | ----------- | ----------- |
| 1869 | 7286        | [ 5 ]       |
| 1880 | 8337        | [ 5 ]       |
| 1890 | 9033        | [ 5 ]       |
| 1900 | 9503        | [ 6 ]       |
| 1910 | 10 858      | [ 6 ]       |
| 1921 | 11 810      | [ 5 ]       |
| 1930 | 11 947      | [ 5 ]       |
| 1950 | 10 328      | [ 5 ]       |
| 1961 | 9827        | [ 5 ]       |
| 1970 | 9716        | [ 5 ]       |
| 1980 | 11 152      | [ 5 ]       |
| 1991 | 10 987      | [ 5 ]       |
| 2001 | 2004        | [ 5 ]       |
| 2014 | 12 436      | [ 7 ]       |
| 2016 | 12 404      | [ 8 ]       |
| 2017 | 12 390      | [ 9 ]       |
| 2018 | 12 318      | [ 10 ]      |
| 2019 | 12 335      | [ 11 ]      |
| 2020 | 12 288      | [ 12 ]      |
| 2021 | 12 267      | [ 13 ]      |
| 2022 | 12 007      | [ 14 ]      |
| 2023 | 12 333      | [ 15 ]      |
| 2024 | 12 412      | [ 16 ]      |
| 2025 | 12 560      | [ 2 ]       |

## Города-побратимы
- Варна, Болгария
- Корбах, Германия
- Пыжице, Польша